# Gerard z Cremony

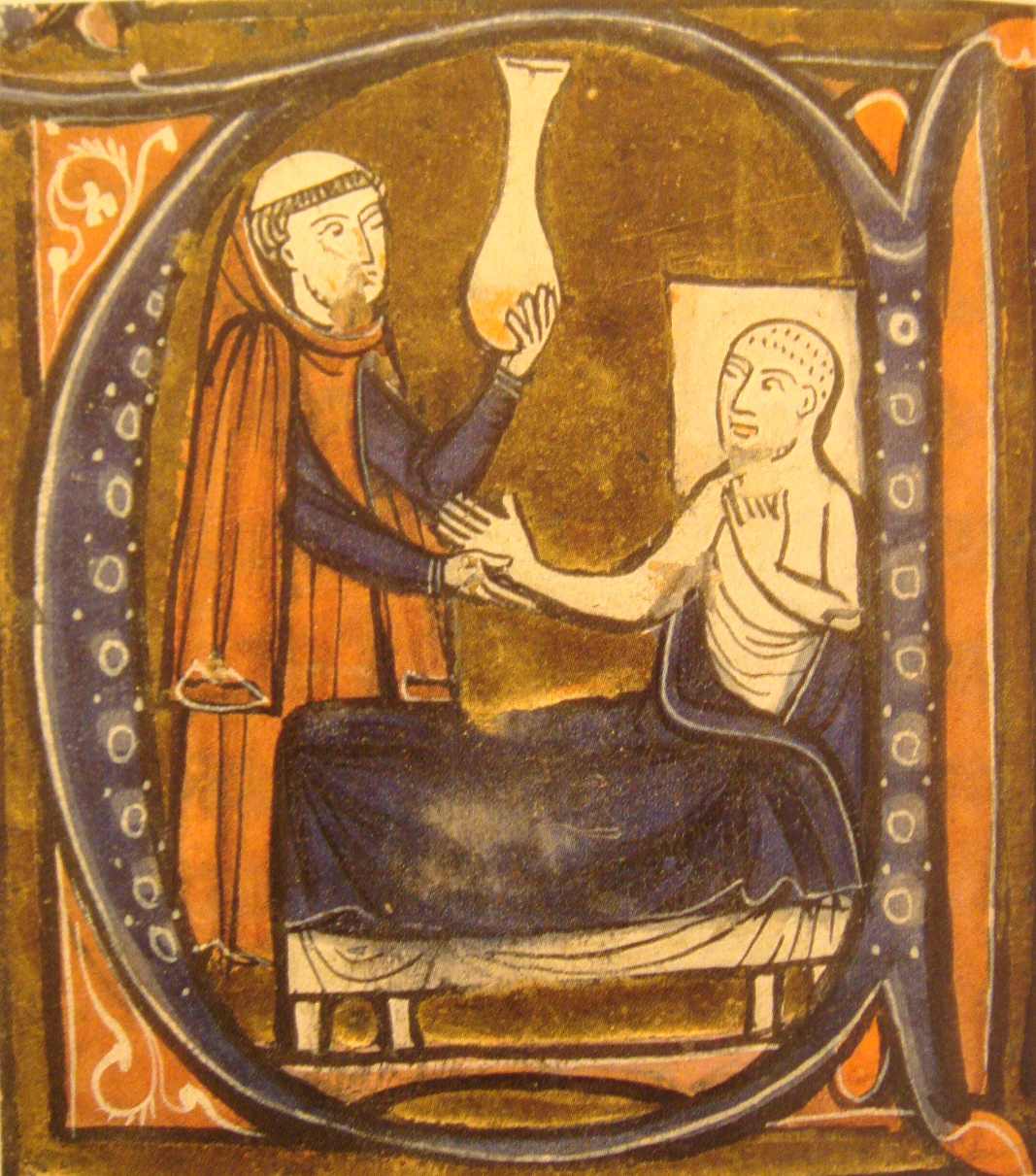
Europejskie przedstawienie perskiego lekarza Ar-Raziego w Recueil des traités de medecine (1250-1260) Gerarda z Cremony

Gerard z Cremony (ur. 1114, zm. 1187) – tłumacz dzieł arabskich działający w szkole tłumaczy w Toledo.

## Życiorys
Urodzony w Cremonie przybył do Kastylii, gdzie idealne warunki do studiowania języka arabskiego znalazł w Toledo, mieście będącym centrum nauki muzułmańskiej.
Jest uznawany za najbardziej płodnego tłumacza swojej epoki, przełożył ok. 80 dzieł, m.in.:
- Kanon medycyny (łac. Canon medicinae) Awicenny;
- At-Tasrif Abulcasisa;
- Fizykę, Analityki wtóre, Meteorologie, czy O niebie Arystotelesa;
- De scientiis Al-Farabiego;
- Geometrię Euklidesa;
- Almagest Ptolemeusza[2].
- Księgę o przyczynach[3].